# サランガニ州

サランガニ州

サランガニ州（サランガニしゅう、Province of Sarangani）は、フィリピン南部ミンダナオ島南部ソクサージェン地方（SOCCSKSARGEN, Region XII）に属す州。州都はアラベル（Alabel）。面積は2,980.0km2、人口は544,261人（2015年）。

## 地理
北に南コタバト州、北東はダバオ地方の南ダバオ州、東は西ダバオ州と接する。サランガニ湾と南コタバト州を挟んで飛び地となっている。

## 歴史

### 初期
州で最古の文明は、マイトゥム擬人化陶器またはマイトゥム瓶が発見されたサランガニのマイトゥムである。瓶は紀元前5年から西暦370年頃にさかのぼり、東南アジア地域全体とフィリピンで最も古いものの1つ。この発見は、サランガニとその人々の文化交流の長い歴史を証明した。
サランガニはかつてマギンダナオ王国の一部だった。この地域にスルタン国が設立されたため、大勢のマギンダナオン移民が到着した。ミンダナオの大国としてマギンダナオ王国の陥落後、ブアヤンのダトゥ・ウト(Datu Uto)はサランガニ湾に領土を拡大した。サランガニは最終的にアメリカ時代までブアヤンのスルタン国の下にあった。

### スペイン植民地時代
1543年、サランガニ島（現在の西ダバオ州の一部）は、スペイン探検家ルイ・ロペス・デ・ビリャロボスによってアントニアと名付けられた。結婚関係によりロペス・デ・ビジャロボスを西諸島（現在のフィリピン）への遠征隊に任命したニュースペイン総督アントニオ・デ・メンドーサに敬意を表した。最初にサランガニに住んでいた住民は、「最初の人々」のネイティブ用語であるMunaToと呼ばれる先住民だった。

### 日本による占領時代
1942年、大日本帝国陸軍は南コタバトを占領した。
1945年、フィリピン連邦軍の第6、第10、第101、第102歩兵師団とフィリピン警察の第10警察連隊のフィリピン軍が南コタバトに侵入して解放し、日本の占領下で第二次世界大戦末期のコタバトの戦いで日本帝国陸軍と戦った。

### 独立
1992年、南コタバト州から独立して、新設された。
1992年3月16日、共和国法第7228号によって創設され、ジェームズ・チオンビアン下院議員が執筆し、後に州で最初の下院議員となった。初代知事には，彼の妻のプリシラ・チオンビアンが就任した。